# محمد نظام جمیل
محمد نظام جمیل (انگلیسی: Mohd Nidzam Jamil؛ زادهٔ ۱۵ آوریل ۱۹۸۰) بازیکن سابق و مربی فوتبال اهل مالزی است.
از باشگاه‌هایی که در آن بازی کرده است می‌توان به باشگاه فوتبال نگری سمبیلان و باشگاه فوتبال سلانگور اشاره کرد.
وی همچنین در تیم‌های ملی فوتبال زیر ۲۳ سال مالزی و مالزی بازی کرده است.